# Marche lorraine
La Marche lorraine est une marche composée par Louis Ganne, en 1892 pour la venue à Nancy du président Sadi Carnot dans un contexte de patriotisme revanchard. Les paroles sont de Jules Jouy et Octave Pradels (1842-1930). On y retrouve le thème mélodique de En passant par la Lorraine. La chanson est ensuite intégrée dans le répertoire militaire officiel.
Elle a aujourd'hui valeur d'hymne lorrain pour certains de ses habitants.
Les paroles de cette marche (« Fiers enfants de la Lorraine… ») sont par ailleurs parodiées dans le refrain populaire « Les Gaulois sont dans la plaine ». Ce refrain, composé de cette seule phrase, répétée et souvent modifiée quelque peu (« les Gaulois sont dans la merde », « les Gaulois on les emmerde »), est créé par les conscrits nancéens aux alentours de 1950. D'autres parodies existent notamment celle d'une fausse marche de la légion étrangère dont le refrain commence par « De Gabès (ou parfois Meknes) à Tataouine... » et qui est, en fait, la chanson de marche des Bataillons disciplinaires d'Afrique, les « Bat' d'Af' ».
Dans la culture populaire, le refrain "les Gaulois sont dans la plaine" est détourné par René Goscinny, avec la complicité d'Albert Uderzo dans le tome 11 d'Astérix, « Le Bouclier arverne » où Abraracourcix déclare « Mes Gaulois sont dans la pleine. » — planche 8, 3e strip.strip.  Albert Uderzo répétera cette parodie dans « Le fils d'Astérix », où la fausse nourrice chante  « Fiers enfants de la Romaine ».

## Paroles
Texte conforme à celui publié sur le petit format original publié par les éditions Enoch.
Joyeux Lorrains, chantons sans frein

Le refrain

Plein d'entrain

De Jeanne, bergère immortelle

Du pays de Moselle !

À tous les échos des grands bois

Que nos voix

À la fois

Chantent l'antique ritournelle

Qu'on chantait autrefois :

« Jeanne la Lorraine,

Ses  petits pieds dans ses sabots,

Enfant de la plaine

Filait, en gardant ses troupeaux.

Quitta son jupon de laine,

Avec ses sabots, don daine

Oh ! oh ! oh !

Avec ses sabots ! »

S'en alla sans émoi,

Le cœur plein de foi

Pour défendre son roi !

Refrain 1

Fiers enfants de la Lorraine,

Des montagnes à la plaine,

Sur nous plane, ombre sereine,

Jeanne d'Arc, vierge souveraine !

Vieux Gaulois à tête blonde,

Nous bravons tout à la ronde,

Si là-bas l'orage gronde,

C'est nous qui gardons l'accès

Du sol français !

S'en fut guider nos fiers soldats

Tout là-bas

Aux  combats

Et fit renaître l'espérance,

En notre douce France !

Lors, les Français victorieux,

Glorieux,

Flamme aux yeux,

Chantant partout leur délivrance,

Entonnaient tout joyeux :

« Jeanne la Lorraine

A quitté ses petits sabots,

Son jupon de laine

Pour guerroyer sous nos drapeaux !

Et c'est un grand capitaine

La vierge, aux sabots, don daine !

Oh ! oh ! oh !

La vierge aux sabots »

Jeanne, le gentil cœur,

Partout à l'honneur,

Conduisit son Seigneur !

Refrain 2

Las ! un jour elle succombe !

Aux mains des ennemis tombe !

Dans la flamme, horrible tombe !

Expira, la blanche colombe !

Mais depuis, l'âme aguerrie,

Au nom de Jeanne chérie,

Ange saint de la Patrie !

C'est nous qui gardons l'accès

Du sol français !

Tes fils n'ont pas dégénéré,

Sol sacré !

Adoré !

Dans leurs veines encore ruisselle

Du sang de la Pucelle !

Aux jours de Fleurus, de Valmy,

L'ennemi

A frémi ;

Le bataillon de la Moselle

Chantait, cœur affermi :

« Comme la Lorraine

Nous n'avons que de lourds sabots…

La giberne est pleine

Mais sous la peau, rien que des os !

L'ennemi fuit dans la plaine

Gare à nos sabots, don daine !

Oh ! oh ! oh !

Gare à nos sabots »

Et ce mâle refrain

Guidait vers le Rhin

Le peuple souverain !

Refrain 1

Fiers enfants de la Lorraine,

Des montagnes à la plaine,

Sur nous plane, ombre sereine,

Jeanne d'Arc, vierge souveraine !

Vieux Gaulois à tête blonde,

Nous bravons tout à la ronde,

Si là-bas l'orage gronde,

C'est nous qui gardons l'accès

Du sol français !